# Ачи Сант'Антонио
Дикома̀но Дик'ома̀но (на италиански: Aci Sant'Antonio, на сицилиански Sant'Antoni, Сант'Антони) е град и община в Южна Италия, провинция Катания, автономен регион и остров Сицилия. Разположен е на 302 m надморска височина. Населението на общината е 17 270 души (към 2011 г.).